# Campeonato Europeu de Ciclismo em Estrada de 2020
Os Campeonatos Europeus de Ciclismo em Estrada de 2020 desenvolveram-se de 24 a 28 de agosto de 2020 em Plouay na França. Ao total treze títulos são atribuídos, sete em contrarrelógio e seis em ciclismo em estrada. É a terceira vez após 2001 e 2016 que a França acolhe a competição. Aproximadamente 800 ciclistas de 50 países eram esperados.

## Organização
A cidade de Trento na Itália devia acolher os campeonatos de 9 a 13 de setembro de 2020, mas depois foi adiada a sua organização para setembro de 2021 devido à pandemia de COVID-19.
A cidade de Plouay acolhe estes Campeonatos Europeus que estão localizados em estreita sinergia com a Bretagne Classic e o Grande Prêmio de Plouay feminino previstos para a terça-feira 25 de agosto. Ademais, este Campeonato Europeu estão posicionados entre os campeonatos nacionais previstos na maioria dos países europeus a 23 de agosto (onde os campeonatos da França que tem lugar igualmente em Morbihan em Grand-Champ) e a saída do Tour de France previsto no sábado 29 de agosto.

## Apresentação

### Percorrido
O percurso do contrarrelógio é o mesmo para todas as categorias. Está traçado num circuito de 25,6 quilómetros, feito de subidas e de descidas, a destacar a costa de Restergal (1500 metros ao 4,2%) localizada nos últimos quilómetros.
Para o ciclismo em estrada, o circuito de Plouay está traçado em 13,65 quilómetros. Compreende três subidas : a costa do Lézot (1400 metros ao 3,9%), a subida de Lann Payot (1300 metros ao 2,6%) e a costa de Restergal. O circuito é próximo daquele dos mundiais 2000.

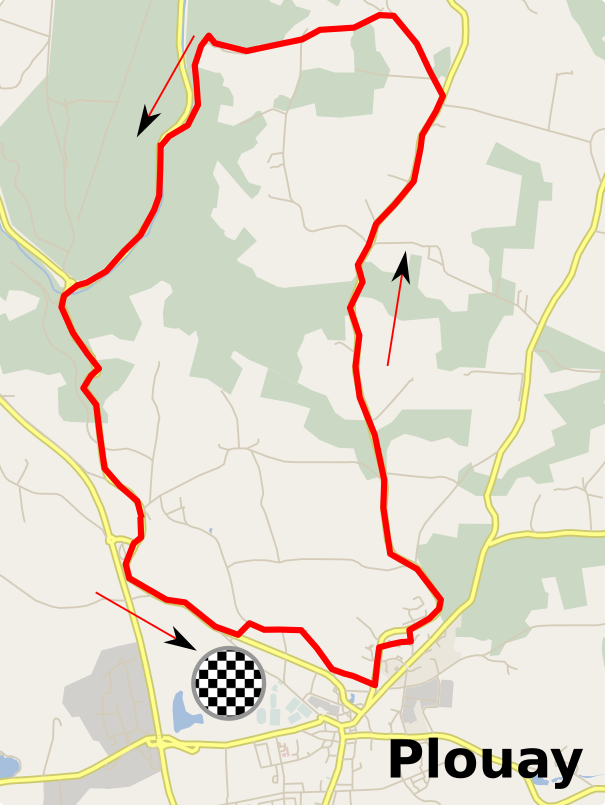
Circuito para a Ciclismo em estrada
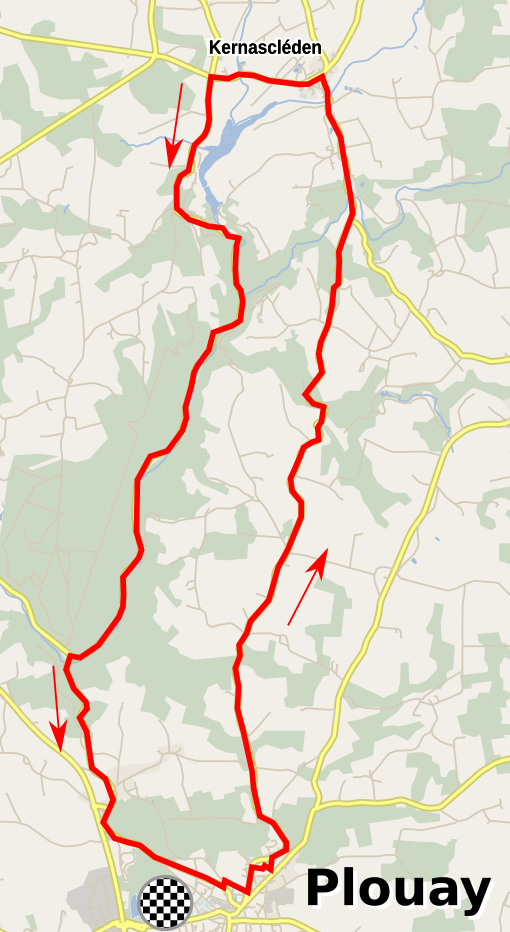
Circuito para o contrarrelógio

### Programa
O programa é o seguinte.:
| Data                        | Horário | Prova                                         | Distância | Voltas |
| --------------------------- | ------- | --------------------------------------------- | --------- | ------ |
| Segunda-feira, 24 de agosto | 9h00    | Mulheres juniores - contrarrelógio individual | 25,6 km   |        |
| Segunda-feira, 24 de agosto | 10h25   | Homens juniores - contrarrelógio individual   | 25,6 km   |        |
| Segunda-feira, 24 de agosto | 12h00   | Mulheres esperanças contrarrelógio individual | 25,6 km   |        |
| Segunda-feira, 24 de agosto | 13h10   | Homens esperanças contrarrelógio individual   | 25,6 km   |        |
| Segunda-feira, 24 de agosto | 14h30   | Mulheres elites contrarrelógio individual     | 25,6 km   |        |
| Segunda-feira, 24 de agosto | 16h10   | Homens elites contrarrelógio individual       | 25,6 km   |        |
| Quarta-feira, 26 de agosto  | 9h00    | Mulheres esperanças Ciclismo em estrada       | 81,9 km   | 6      |
| Quarta-feira, 26 de agosto  | 12h00   | Homens elites Ciclismo em estrada             | 177,4 km  | 13     |
| Quinta-feira, 27 de agosto  | 9h00    | Homens esperanças Ciclismo em estrada         | 136,5 km  | 10     |
| Quinta-feira, 27 de agosto  | 13h00   | Mulheres elites Ciclismo em estrada           | 109,2 km  | 8      |
| Sexta-feira, 28 de agosto   | 9h00    | Mulheres juniores - Ciclismo em estrada       | 68,25 km  | 5      |
| Sexta-feira, 28 de agosto   | 11h20   | Homens juniores - Ciclismo em estrada         | 109,2 km  | 8      |
| Sexta-feira, 28 de agosto   | 14h30   | Elites - Relevo misto                         | 54,6 km   | 2+2    |

### Prêmio
O UEC atribui prémios durante as diferentes provas.
|                   | Faixa | Homens Elites | Mulheres Elites | Homens U23 | Mulheres U23 | Homens juniores | Mulheres juniores | Total    |
| ----------------- | ----- | ------------- | --------------- | ---------- | ------------ | --------------- | ----------------- | -------- |
| Corridas em linha | 1     | 6 000 €       | 6 000 €         | 2 000 €    | 2 000 €      | 700 €           | 700 €             | 17 400 € |
| Corridas em linha | 2     | 4 200 €       | 4 200 €         | 1 400 €    | 1 400 €      | 490 €           | 490 €             | 12 180 € |
| Corridas em linha | 3     | 2 400 €       | 2 400 €         | 800 €      | 800 €        | 280 €           | 280 €             | 6 960 €  |
| Corridas em linha | Total | 12 600 €      | 12 600 €        | 4 200 €    | 4 200 €      | 1 470 €         | 1 470 €           | 36 540 € |
| Contrarrelógio    | 1     | 3 000 €       | 3 000 €         | 1 000 €    | 1 000 €      | 300 €           | 300 €             | 12 267 € |
| Contrarrelógio    | 2     | 2 100 €       | 2 100 €         | 700 €      | 700 €        | 210 €           | 210 €             | 6 020 €  |
| Contrarrelógio    | 3     | 1 200 €       | 1 200 €         | 400 €      | 400 €        | 120 €           | 120 €             | 3 440 €  |
| Contrarrelógio    | Total | 6 300 €       | 6 300 €         | 2 100 €    | 2 100 €      | 630 €           | 630 €             | 18 060 € |
| Total             | Total | 18 900 €      | 18 900 €        | 6 300 €    | 6 300 €      | 2 100 €         | 2 100 €           | 54 600 € |

## Pódios

### Homens

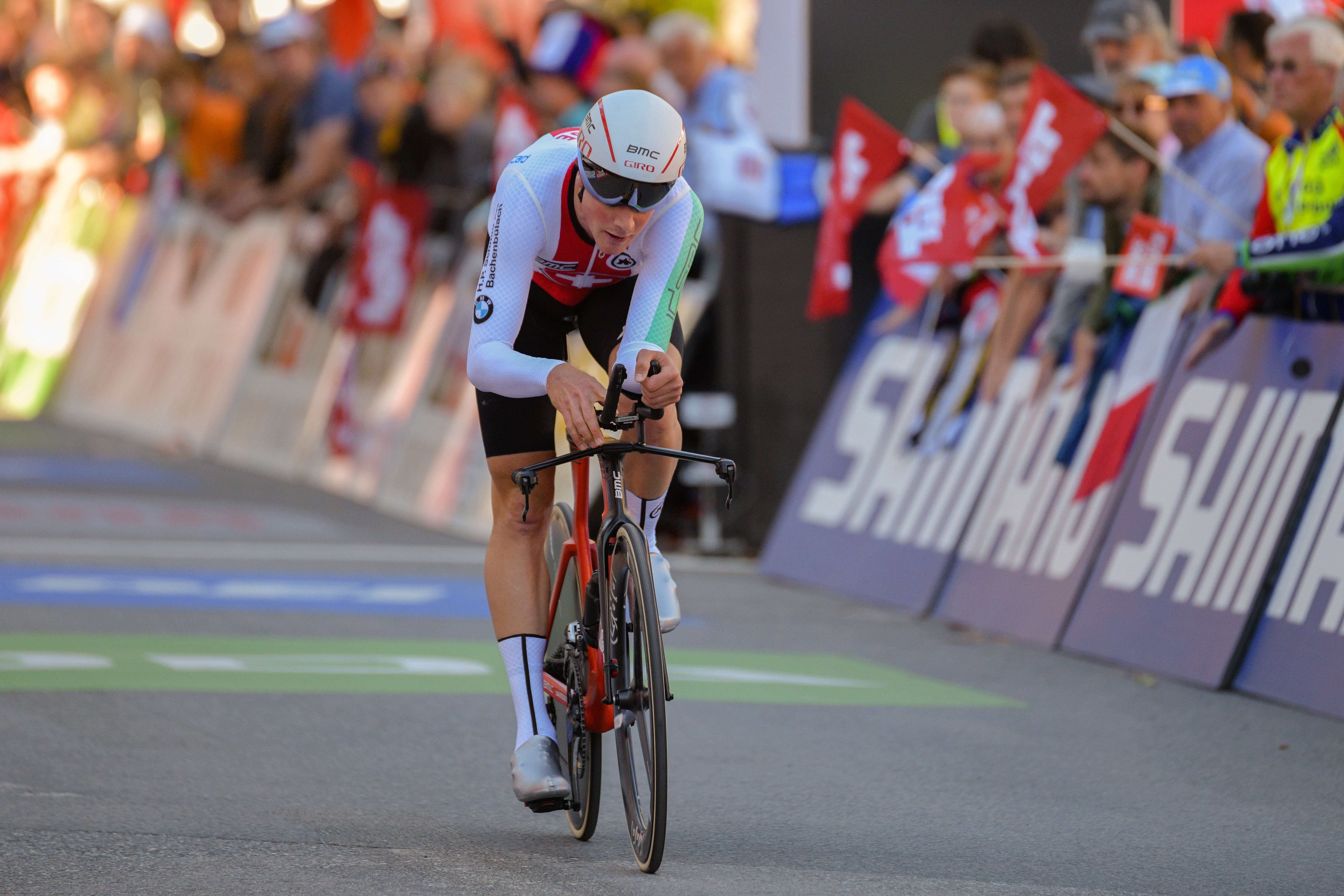
Stefan Küng (aqui nos mundiais 2018) consagr-se campeão da Europa do contrarrelógio

| Competições          | Ouro                    | Prata            | Bronze             |
| Homens - elites      |                         |                  |                    |
| Ciclismo em estrada  | Giacomo Nizzolo         | Arnaud Démare    | Pascal Ackermann   |
| Contrarrelógio       | Stefan Küng             | Rémi Cavagna     | Victor Campenaerts |
| Homens - Esperanças  |                         |                  |                    |
| Ciclismo em estrada  | Jonas Iversby Hvideberg | Anthon Charmig   | Vojtěch Řepa       |
| Contrarrelógio       | Andreas Leknessund      | Stefan Bissegger | Ilan Van Wilder    |
| Homens - Juniores    |                         |                  |                    |
| Ciclismo em estrada. | Kasper Andersen         | Pavel Bittner    | Arnaud De Une      |
| Contrarrelógio       | Mathias Vacek           | Marco Brenner    | Lorenzo Milesi     |

### Mulheres

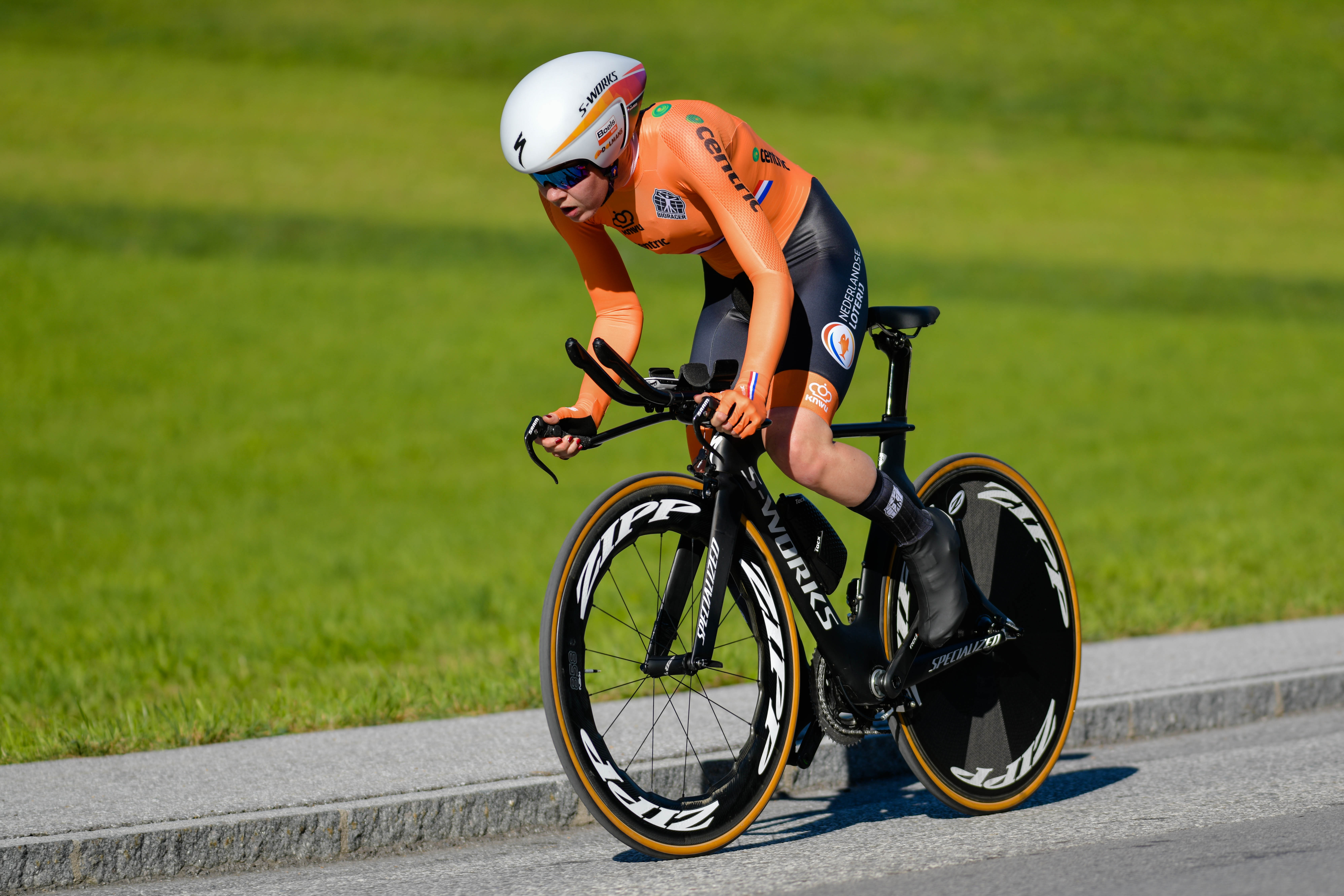
Anna van der Breggen (aqui nos mundiais 2018) consegue o título em contrarrelógio

| Competições           | Ouro                        | Prata                | Bronze                   |
| Mulheres - elites     |                             |                      |                          |
| Ciclismo em estrada   | Annemiek van Vleuten        | Elisa Longo Borghini | Katarzyna Niewiadoma     |
| Contrarrelógio        | Anna van der Breggen        | Ellen van Dijk       | Marlen Reusser           |
| Mulheres - Esperanças |                             |                      |                          |
| Ciclismo em estrada.  | Elisa Balsamo               | Lonneke Uneken       | Emma Norsgaard Jørgensen |
| Contrarrelógio        | Hannah Ludwig               | Franziska Koch       | Marta Jaskulska          |
| Mulheres - Juniores   |                             |                      |                          |
| Ciclismo em estrada   | Eleonora Camilla Gasparrini | Marith Vanhove       | Katrijn De Clercq        |
| Contrarrelógio        | Elise Uijen                 | Maëva Squiban        | Carlotta Cipressi        |

### Misto
| Competições           | Ouro | Prata | Bronze |
| Contrarrelógio relevo | Alemanha · Miguel Heidemann · Michel Hessmann · Justin Wolf · Lisa Brennauer · Lisa Klein · Mieke Kröger | Suíça · Stefan Bissegger · Robin Froidevaux · Claudio Imhof · eleja Chabbey · Marlen Reusser · Kathrin Stirnemann | Itália · Edoardo Affini · Liam Bertazzo · Davide Plebani · Vittoria Bussi · Elena Cecchini · Vittoria Guazzini |

## Quadro das medalhas
| Ordem | País          | Medalha de ouro | Medalha de prata | Medalha de bronze | Total |
| ----- | ------------- | --------------- | ---------------- | ----------------- | ----- |
| 1     | Países Baixos | 3               | 2                | 0                 | 5     |
| 2     | Itália        | 3               | 1                | 3                 | 7     |
| 3     | Alemanha      | 2               | 2                | 1                 | 5     |
| 4     | Noruega       | 2               | 0                | 0                 | 2     |
| 5     | Suíça         | 1               | 2                | 1                 | 4     |
| 6     | Dinamarca     | 1               | 1                | 1                 | 3     |
| 6     | Chéquia       | 1               | 1                | 1                 | 3     |
| 8     | França        | 0               | 3                | 0                 | 3     |
| 9     | Bélgica       | 0               | 1                | 4                 | 5     |
| 10    | Polónia       | 0               | 0                | 2                 | 2     |
| Total | Total         | 13              | 13               | 13                | 39    |

## Retransmissões
| País          | Retransmissores |
| ------------- | --------------- |
| Europa        | Eurosport 1     |
| Bélgica       | Één             |
| Dinamarca     | TV 2            |
| Estónia       | ETV 2           |
| França        | France 3        |
| Itália        | Rai Sport       |
| Noruega       | NRK2            |
| Países Baixos | Npo.nl          |
| Polónia       | tvpsport.pl     |
| Eslováquia    | Rtvs.sk         |
| Suíça         | SFR             |